# Municipio de Decker (Indiana)
El municipio de Decker (en inglés: Decker Township) es un municipio ubicado en el condado de Knox en el estado estadounidense de Indiana. En el año 2010 tenía una población de 227 habitantes y una densidad poblacional de 1,89 personas por km².

## Geografía
El municipio de Decker se encuentra ubicado en las coordenadas 38°28′43″N 87°38′6″O / 38.47861, -87.63500. Según la Oficina del Censo de los Estados Unidos, el municipio tiene una superficie total de 120,25 km², de la cual 114,87 km² corresponden a tierra firme y (4,47 %) 5,38 km² es agua.

## Demografía
Según el censo de 2010, había 227 personas residiendo en el municipio de Decker. La densidad de población era de 1,89 hab./km². De los 227 habitantes, el municipio de Decker estaba compuesto por el 96,04 % blancos, el 2,2 % eran afroamericanos, el 0,44 % eran de otras razas y el 1,32 % eran de una mezcla de razas. Del total de la población el 1,32 % eran hispanos o latinos de cualquier raza.